# J Street
J Street ist eine jüdisch-amerikanische Lobbyorganisation, die dem liberalen bzw. linksliberalen Spektrum zugeordnet wird. Sie wurde im April 2008 gegründet und wird als Alternative oder Gegenpol zu dem als konservativ eingeordneten und dem israelischen Parteienbündnis Likud nahestehenden American Israel Public Affairs Committee (AIPAC) beschrieben. Ihrem Leitbild nach setzt sie sich für eine führende Rolle der USA bei einer friedlichen und diplomatischen Beilegung des Nahostkonflikts ein. Die Organisation steht für „eine neue Ausrichtung der amerikanischen Politik im mittleren Osten: diplomatische Lösungen vor militärischen“, „multilaterale gegenüber bilateralen Ansätzen zur Konfliktlösung“ und „Dialog vor Konfrontation“ ein. Sie sieht sich aber auch als proisraelisch und spricht sich für ein Recht Israels auf militärische Selbstverteidigung aus.
Zusätzlich zu der als gemeinnützig anerkannten Vereinigung gemäß § 501(c)(4) IRC wurde als formal eigenständige Partnerorganisation das Political Action Committee („politisches Aktionskomitee“) J Street Political Action Committee (J Street PAC; Eigenschreibung: JStreetPAC) ins Leben gerufen, das auch Wahlkampfspenden leisten kann.

## Bedeutung des Namens
Der Name „J Street“ ist ein Wortspiel und bezieht sich auf die in der Nähe des Kapitols verlaufenden K Street, dem traditionellen Sitz wichtiger Lobbyorganisationen, darunter der einflussreichsten proisraelischen und als konservativ geltenden Lobbyorganisation AIPAC, und daher ein Synonym für das Washingtoner Lobby-Establishment. Eine „J“-Straße existiert hingegen nicht. Das „J“ steht für „Jew“ oder „Jewish“. Der Name soll den Wunsch der Gründer und Unterstützer von J Street versinnbildlichen, einer neuen jüdischen, mehrheitlich der Partei der Demokraten nahestehenden Bewegung in Washington Gehör verschaffen, die bisher gefehlt habe, ähnlich wie die Straße „J“ auf dem Stadtplan.
Eine europäische Partnerorganisation mit ähnlichen Zielen ist JCall.

## Politische Ziele
Laut ihrer Internetseite versucht die Organisation, die „Richtung der US-amerikanischen Politik im Nahen Osten“ zu ändern, und möchte der „politische Arm der proisraelischen Friedensbewegung“ werden.
J Street unterstützt sowohl Israel und sein Verlangen nach Sicherheit für ein jüdisches Heimatland als auch das Recht der Palästinenser auf einen souveränen eigenen Staat. Laut ihrem Vorsitzenden Jeremy Ben-Ami ist J Street weder für noch gegen einzelne Organisationen oder andere proisraelische Sammlungsbewegungen wie etwa das American Israel Public Affairs Committee (AIPAC) ausgerichtet. Er gab an, J Street sei stolz auf die zahlreichen Erfolge des AIPAC, und stellte klar, die beiden Gruppen würden sich eher bezüglich ihrer Prioritäten als in ihren Ansichten unterscheiden.
Zur Notwendigkeit einer neuen Interessen- und Lobbygruppe erklärten Ben-Ami:
„J Street ist allerdings gegründet worden, weil es keine ausreichende verbale und politische Unterstützung zugunsten des Standpunktes gab, dass den israelischen Interessen am besten gedient wird, wenn die Vereinigten Staaten es zur Hauptpriorität ihrer Außenpolitik machen, Israel zu helfen, einen wirklichen und andauernden Frieden nicht nur mit den Palästinensern, sondern mit allen seinen Nachbarn zu erreichen.“
Alan Solomont, einer der Gründer von J Street, ein früherer Bundeskassenwart des Democratic National Committee (DNC) und späterer Fundraiser der Demokratischen Partei, hat zur Notwendigkeit von J Street geäußert:
„Wir haben die Stimmen von Neokonservativen, jüdischen Führungspersonen rechts der Mitte und christlichen Evangelikalen gehört, und die Mehrheitsansichten der amerikanischen jüdischen Gemeinschaft sind nicht angehört worden.“
Die offiziellen politischen Positionen von J Street zum Zeitpunkt August 2009 waren:
- zum Iran: J Street unterstütze die Bemühungen von US-Präsident Barack Obama, den Iran diplomatisch einzubinden. J Street sei nicht prinzipiell gegen weitere Sanktionen gegen den Iran als Teil der US-amerikanischen Politik mit dem Ziel, den Iran zu hindern, an Kernwaffen zu gelangen. J Street verweist auf einen US-amerikanischen Geheimdienstbericht, wonach es wahrscheinlich sei, dass der Iran vor 2014 nicht zur Nuklearmacht werde.[16]
- zum Konflikt mit den Palästinensern: J Street glaubt, dass eine dauerhafte Zweistaatenlösung des israelisch-palästinensischen Konfliktes sowohl im fundamentalen amerikanischen Interesse liege, als auch essentiell sei für das Überleben und die Sicherheit Israels als einer Demokratie und sicheren Heimat des jüdischen Volkes.[17]
- zum Status von Jerusalem: Der endgültige Status und die Grenzen von Jerusalem sollten ausgehandelt und gelöst werden als Teil einer Vereinbarung zwischen offiziellen israelischen und palästinensischen Regierungen und von beiden Völkern anerkannt werden. Dabei unterstützt J Street eine Zweistaatenlösung, bei der jüdische Wohngebiete unter israelische und arabische Wohngebiete unter palästinensische Souveränität fallen würden. Die Organisation hält Jerusalem für die Hauptstadt Israels und glaubt, dass die Stadt als solche im Zuge einer Zweistaatenlösung international anerkannt würde.[18]
- zur israelischen Siedlungspolitik: J Street meint, dass jüdische Siedlungen in den besetzten Gebieten seit mehr als 41 Jahren ein Hindernis für Frieden seien. Die Siedlungen hätten Israels Wirtschaft, Militär und Demokratie ausgesogen und die Fähigkeit des Landes zur Aufrechterhaltung der Rechtsstaatlichkeit erodiert.[19]
- zum Konflikt mit Syrien: J Street glaubt, dass ein israelisch-syrischer Friedensvertrag ein bedeutender Beitrag zur Stabilität und Sicherheit der Region wäre, und möchte, dass die USA Israel und Syrien zu entsprechenden Verhandlungen ermuntert, wobei an frühere Gespräche unter den Ministerpräsidenten Jitzchak Rabin, Benjamin Netanjahu, Ehud Barak und Ehud Olmert angeknüpft werden solle.[20]
- zur Beziehung mit der arabischen Welt: Die Organisation unterstützt eine aktive Vermittlung der USA sowohl bei einer Versöhnung zwischen Israel und der arabischen Welt als auch bei der Aufnahme diplomatischer Beziehung und Gewährung relevanter Sicherheitsgarantien im Zusammenhang einer umfassenden Friedenslösung. Dabei sieht J Street in der von König Abdullah ibn Abd al-Aziz vorgeschlagenen arabischen Friedensinitiative einen möglichen Rahmen für einen arabisch-israelischen Frieden.[21]

Nach dem Terrorangriff der Hamas auf Israel 2023 erklärte J Street am 7. Oktober 2023, die gesamte internationalen Gemeinschaft müsse die mörderischen Aktionen der Hamas unmissverständlich verurteilen. Angesichts des Krieges äußerte sich J Street am 7. Dezember kritisch zur Art der militärische Kampfführung durch die israelische Regierung. Israel müsse sich an die durch die US-Regierung unter Joe Biden geforderten Einschränkungen halten oder andernfalls die Unterstützung der USA für seine militärischen Operationen verlieren.

## Aufbau
Die Organisation setzte sich bei ihrer Gründung aus jüdischen Mitgliedern zusammen, steht aber sowohl für jüdische als auch nichtjüdische Mitglieder offen. J Street und J Street PAC wurden im April 2008 gegründet und sind rechtlich voneinander unabhängige Organisationen mit unterschiedlichen politischen Funktionen.
- J Street ist eine nicht gewinnorientierte Gruppe, die nach § 501(c) (4) des Internal Revenue Code als charitable group (gemeinnützige Vereinigung) anerkannt ist. Das erklärte Ziel ist die Förderung von „Unterstützung für eine starke US-amerikanische Führungsrolle zur Beilegung des arabisch-israelischen und des palästinensisch-israelischen Konfliktes auf friedlichem und diplomatischem Wege“.[24] Als gemeinnützige Organisation ist J Street gemäß dem US-amerikanischen Wahlkampfkostengesetz eine finanzielle Unterstützung von Kandidaten für politische Ämter untersagt.

- J Street PAC hingegen ist ein Political Action Committee, welches direkte Wahlkampfspenden tätigen darf. J Street PAC stellt Kandidaten politischen und finanzielle Unterstützung zur Verfügung, die eine Wahl oder Wiederwahl anstreben und die Ziele von J Street teilen.[6]

## Management
Der geschäftsführende Direktor und Gründer ist Jeremy Ben-Ami, ein früherer innenpolitischer Berater der US-amerikanischen Regierung unter Bill Clinton. Ben-Amis Familie hatte Opfer im Holocaust zu beklagen, und seine Großeltern und Eltern waren Bürger Israels, wo auch Ben-Ami selbst gewohnt und palästinensische Anschläge miterlebt hat. Ben-Ami war viele Jahre aktiv in jüdischen Friedensgruppen wie Center for Middle East Peace and the Geneva Initiative-North America.
Im Beirat sitzen frühere Regierungsmitglieder, Politikexperten, Verbandsfunktionäre und Wissenschaftler. Zu ihnen zählen das frühere Mitglied der israelischen Regierung Daniel Levy, der federführend an der Genfer Initiative beteiligt war, Franklin Fisher und Debra DeLee von der Gruppe Americans for Peace Now, Marcia Freedman von der Gruppe Brit Tzedek v'Shalom, der Experte für Nahostpolitik der demokratischen Partei Robert Malley, der frühere israelische Außenminister Schlomo Ben Ami, der frühere Botschafter der Vereinigten Staaten in Israel Samuel W. Lewis und der frühere US-Senator Lincoln Chafee.

## Aktivitäten
Die Organisation arbeitet auf den Gebieten der politischen Spendensammlung und des Lobbyismus auf dem Capitol Hill in Washington.

### Spendensammlung
J Street PAC sammelt als Political Action Committee Spenden, um eine bestimmte Anzahl von Kandidaten bei Wahlen für den Senat und Kongress zu  unterstützen.
Für die Kongresswahlen 2008 plante J Street PAC, ca. 300 000 US-Dollar einzunehmen, um sie Kandidaten in 3 bis 5 umstrittenen Bezirken zukommen zu lassen.
Schließlich nahm die Organisation 600 000 US-Dollar ein, und nach eigenen Angaben gewannen 33 von 41 unterstützten Kandidaten ihre Sitze.
Die überwiegende Zahl der Spender sind laut J Street US-amerikanische Juden. Jährliche Spenden des jüdischen Philanthropen George Soros und seiner Familie beliefen sich nach Angaben der NGO von 2010 auf rund sieben Prozent des Gesamtetats. Aus den Unterlagen der Bundeswahlkommission geht hervor, dass Dutzende arabischer, US-amerikanischer muslimischer sowie iranischer Interessengruppen Zehntausende von US-Dollar an J Street gespendet haben, was einen kleinen Anteil der Spendeneinnahmen der Gruppe ausmacht. Unter den Spendern war der libanesisch-US-amerikanische Geschäftsmann, Vorstandsmitglied von Amideast und früheres Vorstandsmitglied des Arab-American-Institute Richard Abdoo sowie Genevieve Lynch, die auch Mitglied im Vorstand des National Iranian American Council ist.

### Lobbyarbeit
J Street versucht, am Sitz des Kongresses und Senates auf dem Capitol Hill in Washington Einfluss auf Vorlagen und Gesetze im Zusammenhang mit Israel zu nehmen.
Das Budget im ersten Jahr 2009 betrug 1,5 Millionen US-Dollar, im Vergleich zur Ausstattung von AIPAC mit mehr als 100 Millionen US-Dollar. Die Gründer von J Street hoffen, nach den Vorbildern der Kampagne „Move On“ und des Wahlkampfes von Barack Obama hohe Einnahmen über den Weg von online-Spenden zu erzielen.
Im April 2009 schätzte die Washington Post J Street als das führende proisraelische Political Action Committee ein. J Street habe im ersten Jahr beeindruckende Erfolge beim Einwerben von Geldmitteln und bei Wahlen erzielt, so den Einzug von 33 der von ihr unterstützten Kandidaten in den Kongress.

## Öffentliche Reaktionen
Nach Bekanntgabe der Gründung Mitte April 2008 waren die politischen Kommentatoren geteilter Meinung zu den Erfolgsaussichten von J Street. Während der israelisch-amerikanische Autor und politische Analytiker Gershom Gorenberg annahm, J Street könne „nicht nur die politische Landkarte in Washington ändern, sondern auch die tatsächliche Landkarte im mittleren Osten“, vermutete Noah Pollak im Commentary Magazine, der Versuch von J Street würde fehlschlagen und aufzeigen, dass keine „großen Bataillone US-amerikanischer jüdischer Tauben in Sprachlosigkeit dahinschmachten“.
Ken Wald, Politikwissenschaftler an der Universität von Florida, prognostizierte, dass die Gruppe von der „jüdischen Rechten“ angegriffen und beschuldigt würde, antiisraelisch zu sein, und dass viel davon abhänge, in welcher Fassung J Street ihre Argumente vorbringen werden.
James Kirchick nannte es „lächerlich“, dass AIPAC von J Street als „rechtsgerichtet“ eingestuft werde. AIPAC hat laut Kirchick als erste US-amerikanische jüdische Organisation den Oslo-Friedensprozess und eine Zweistaatenlösung unterstützt. Zudem werden nach Kirchiks Ansicht mehrere von J Streets Positionen wie die Befürwortung von Verhandlungen mit der Hamas von den meisten US-amerikanischen Juden nicht geteilt. Später kritisierte Kirchik auch, dass J Street Caryl Churchills Theaterstück Seven Jewish Children über den Gaza-Krieg gebilligt habe, welches in weiten Kreisen als antiisraelisch und antisemitisch kritisiert wurde. Er wirft der Organisation vor: „Für J Street ist das Stück gerade wegen seiner empörende Botschaft wert, aufgeführt zu werden.“
Der Rabbiner und Präsident der Union for Reform Judaism, Eric Yoffie, nannte die Reaktion von J Street auf den Krieg im Gazastreifen zur Jahreswende 2008/2009 „moralisch mangelhaft, vollkommen ohne Verbindung zu den jüdischen Gefühlen und auch abstoßend naiv.“ Die Organisation erwiderte auf Yoffies Kommentar, wenn ihre Ansichten naiv und moralisch mangelhaft seien, dann seien es auch die Ansichten vieler israelischer Journalisten, Sicherheitsfachleute, ausgezeichneter Autoren und pensionierter Offiziere der israelischen Streitkräfte, weil diese zum Angriff in Gaza die gleichen Fragen wie J Street gestellt hätten.
Laut Caroline Glick, Redakteurin der Jerusalem Post und später Kandidatin der nationalkonservativen HaJamin HeChadasch, ist J Street alles andere als proisraelisch. Sie wirft J Street und ihren Verbündeten vor, durch ihr Handeln deutlich gemacht zu haben, dass eine Schwächung Israels im Interesse ihrer Organisationen liege. Ihr Ziel sei es, Israels Stellung in Washington zu beschädigen und den Einfluss der Mitte der amerikanischen jüdischen Gemeinschaft zu schwächen, welche Israel unterstütze.
Lenny Ben-David, ein früherer israelischer Diplomat und heutiger Lobbyist der AIPAC, bezweifelt die proisraelische Haltung von J Street. Ben-David wirft die Frage auf, warum Personen, die als nicht proisraelisch bekannt sind, für diese Organisation spenden würden.
Nach dem israelischen Angriff auf den Gazastreifen, der auf den Terrorangriff der Hamas auf Israel im Oktober 2023 folgte, gab J Street im Januar 2024 zunächst die Losung »Stoppt die Kämpfe!« heraus, und erst ab März 2024 forderte J Street einen Waffenstillstand, im schroffen Gegensatz zu den beiden linken jüdischen Gruppen Jewish Voice for Peace und IfNotNow, die sehr bald einen Waffenstillstand forderten und oft an vorderster Stelle pro-palästinensischer Proteste standen, aber auch zu rechten jüdischen Gruppen wie AIPAC, die zusätzliche US-amerikanische Militärhilfe für Israel forderten. Ende Oktober 2023 unterzeichneten Dutzende Aktivisten und ehemalige Mitarbeiter von J Street einen offenen Brief, in dem sie die Gleichschaltung von J Street mit Befürwortern des Krieges verurteilten; im November folgte ein internes Schreiben ähnlicher Stoßrichtung von J-Street-Mitarbeitern. Zahlreiche Mitarbeiter verließen J Street und einige Spender zogen ihre Unterstützung zurück.

## Prominente Unterstützer (Auswahl)

### Israelis
- Avraham Burg, ehemaliger Sprecher der Knesset (Awoda, Chadasch)
- Jossi Beilin, ehemaliger Außen- und Justizminister (Awoda, Meretz)
- Nir Baram, Schriftsteller
- David Harel, Informatiker, Träger des Israel-Preises
- Eva Illouz, Soziologin
- Dani Karavan, Bildhauer, Träger des Israel-Preises
- Alon Liel, ehemaliger Generaldirektor des Außenministeriums
- Jair Melchior, Oberrabbiner von Dänemark
- Amram Mitzna, Politiker (Awoda), ehemaliger Generalmajor
- Yitzhak Mayer, ehemaliger Diplomat
- Achinoam Nini (Noa), Musikerin
- Chaim Oron, Politiker (Mapam, Meretz)
- Amos Oz, Schriftsteller, Träger des Israel-Preises
- Ophir Pines-Paz, ehemaliger Innen- und Wissenschaftsminister (Awoda)
- Chaim Ramon, ehemaliger stellvertretender Ministerpräsident (Awoda, Kadima)
- Jehoschua Sobol, Dramatiker
- Carlo Strenger, Psychologe
- Schimon Schamir, Historiker und ehemaliger Diplomat
- Juli Tamir, ehemalige Einwanderer- und Erziehungsministerin (Awoda)
- Dani Jatom, Politiker (Awoda), ehemaliger Direktor des Mossad[42]